# Стрмец Хумски
Стрмец Хумски је насељено место у саставу општине Хум на Сутли у Крапинско-загорској жупанији, Хрватска. До територијалне реорганизације у Хрватској налазио се у саставу старе општине Преграда.

## Становништво
На попису становништва 2011. године, Стрмец Хумски је имао 183 становника.

## Попис1991.
На попису становништва 1991. године, насељено место Стрмец Хумски је имало 231 становника, следећег националног састава:
| Попис 1991.‍ | Попис 1991.‍ | Попис 1991.‍ | Попис 1991.‍ | Попис 1991.‍ |
| ----------- | ----------- | ----------- | ----------- | ----------- |
|             |             |             |             |             |
| Хрвати      | Хрвати      |             | 229         | 99,13%      |
| непознато   | непознато   |             | 2           | 0,86%       |
| укупно: 231 |             |             |             |             |